# شماعة

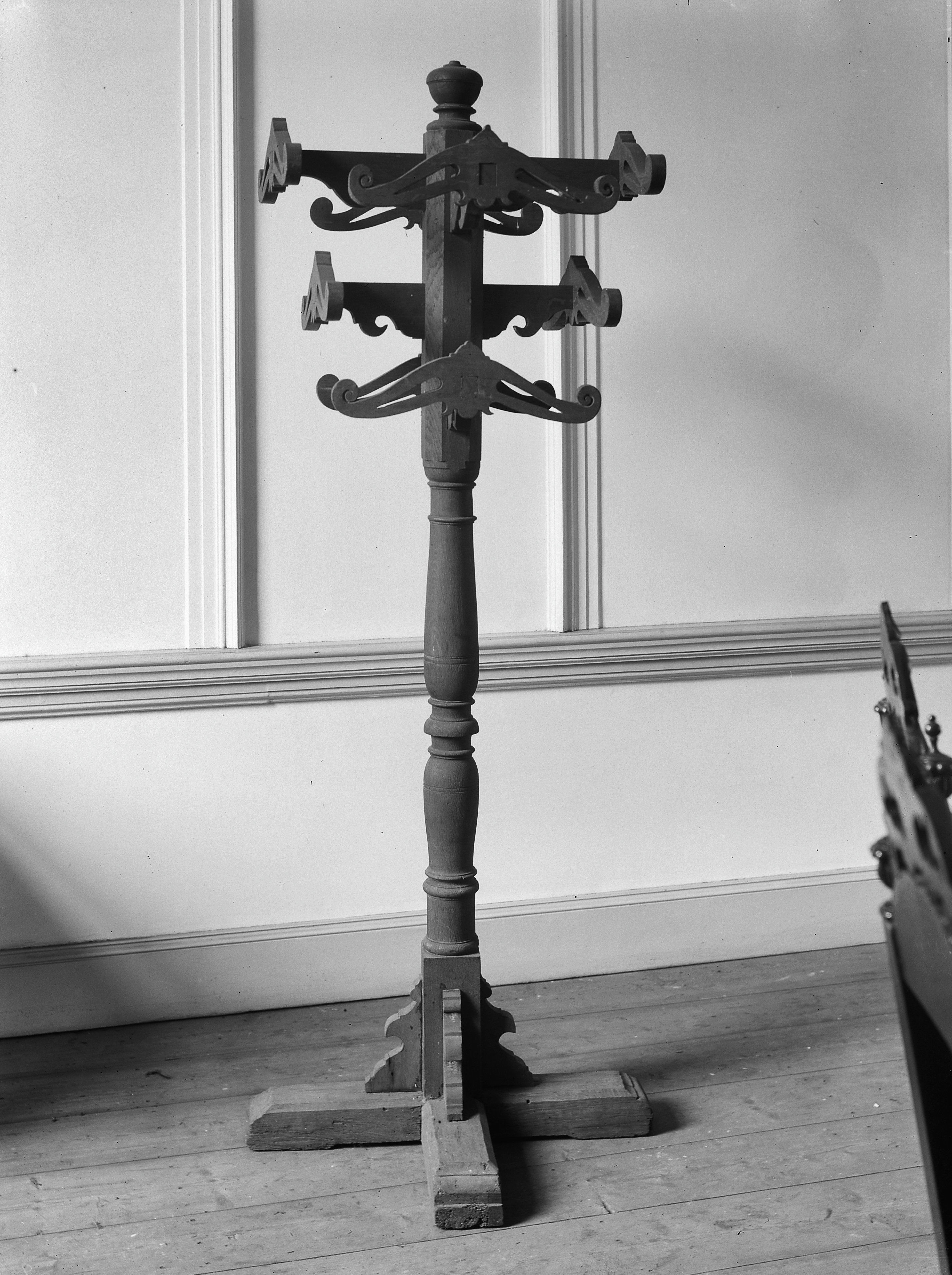
رف المعاطف (الشماعة) وهو معلم ثقافي في هولندا.

الشمًّاعة (الجمع: شَمَّعات) أو العلًّاقة (الجمع: عَلَّاقَات) هي قطعة أثاث يمكن تعليق الملابس عليها. والشماعة مجموعة من الخطافات الملحقة بجدار وتستخدم بشكل أساسي لتعليق المعاطف والسترات والسراويل ولتخزين الحقائب والمظلات وعصي المشي والأحذية وغيرها من الأشياء. تسخدم الشماعة أيضاً في المطابخ والحمامات حيث يمكن استخدامها في تعليق المناشف وغيرها من القطع والأدوات.
كانت توجد بالعادة بالقاعة الأمامية للمنزل أي بمقدمة المنزل، وبالتالي كانت جزءًا مهمًا من المنزل الفيكتوري. اُستخدِم فيها الفنون الزخرفية ليس لكونها مكاناً لتعليق قبعة ومعطف، ووضع مظلة وترك بطاقة اتصال، ولكن أيضًا لإظهار ثروة الأسرة والمكانة الاجتماعية ومعرفتهم في الأنماط الدارجة. وكانت تُعد من أهم قطع الأثاث. بدأ هذا النوع من الشكليات مثل الشمًّاعة يظهر حوالي عام 1840، كون المنازل كبر حجمها، وبدأت الزيارات الاجتماعبة تصبح أكثر تنسيق. 
عادة ما تكون مصنوعة من الخشب ويبلغ ارتفاعها 5 أقدام (1.5 متر) على الأق ، ولها عمود واحد يشكل معظم الارتفاع، مع قاعدة متينة لمنع الانقلاب، ومجموعة من الأوتاد الطويلة في الجزء العلوي لوضع القبعات. كانت المنازل الأصغر تحتوي على قاعات أمامية أصغر، لذا كانت الشماعة المعلقة هي الحل لمشكلة تخزين معاطف وقبعات الزوار. خلقت الأشكال المعقدة للمغازل والشناكل لكلا النوعين نمطًا مثيرًا للاهتمام على الحائط.
بحلول العشرينات من القرن الماضي ، أصبحت المنازل أصغر حجمًا، وكانت أثاث القاعة عادة يقتصرعلى كرسي وطاولة وربما مرآة - خزانة أو خزانة بها قبعات ومعاطف.
غالبًا ما يشير رف المعاطف إلى مجموعة من الشناكل المتصلة بالحائط وتستخدم بشكل أساسي لتعليق المعاطف والسترات. غالبًا ما يشار إلى الشماعة القائمة بذاتها باسم حامل القبعات، وتستخدم في الغالب لتعليق المعاطف والسترات والمظلات والقبعات.

## معرض الصور

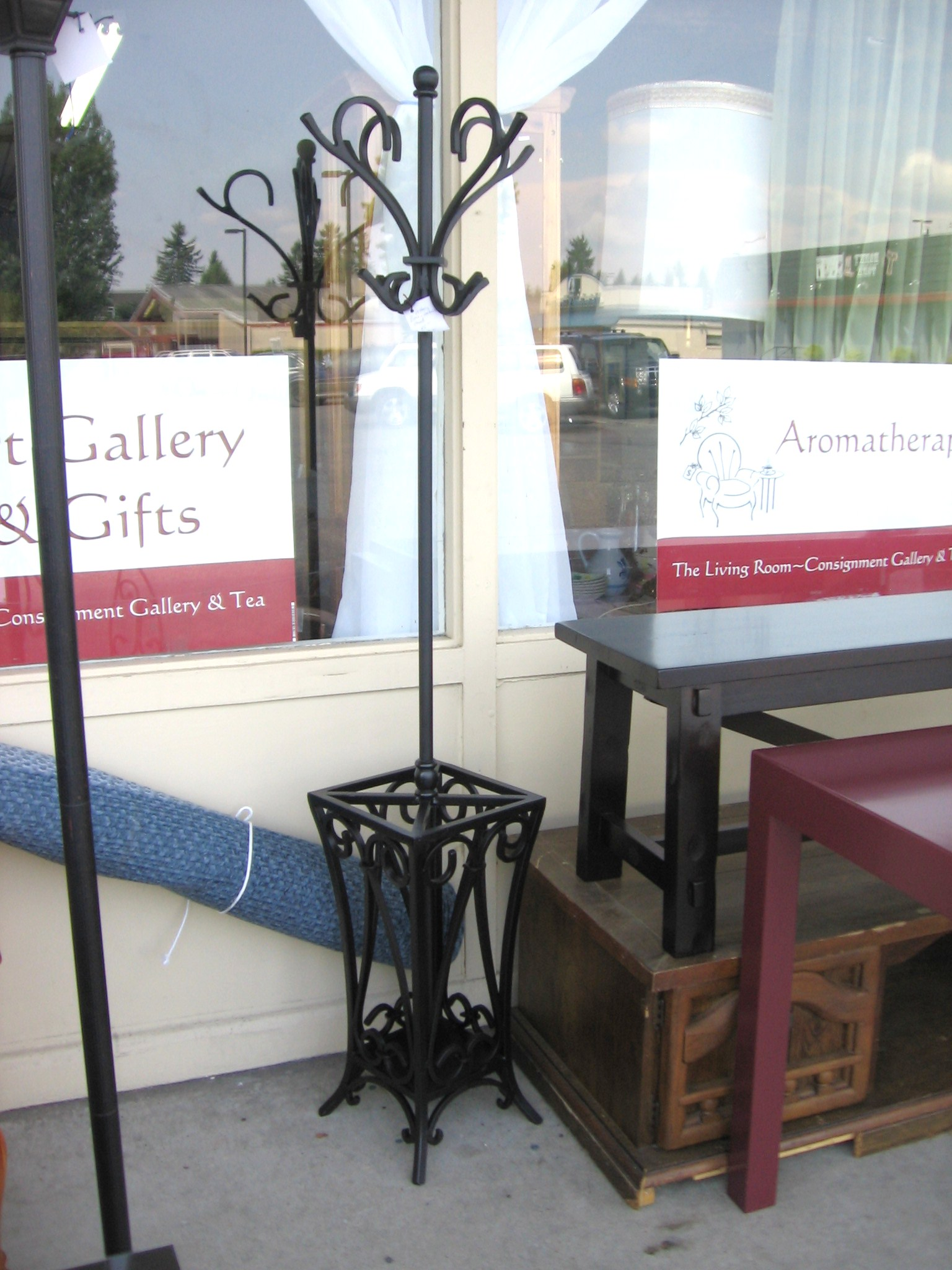
حامل معطف قائم بذاته وحامل مظلة.
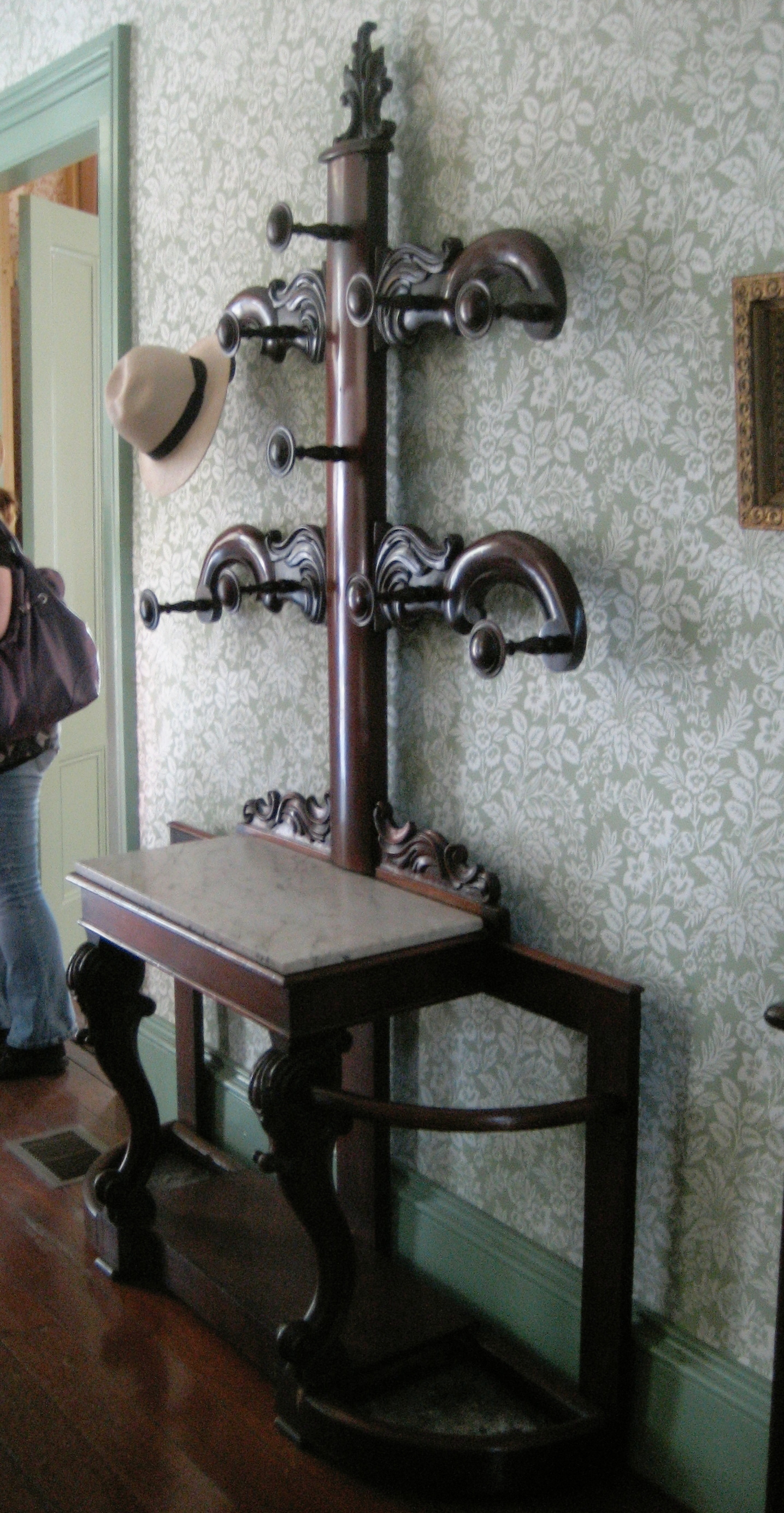
شماعة في بينساكولا ، فلوريدا ، مع رف علوي من الرخام وحوامل مظلة على الجانبين.
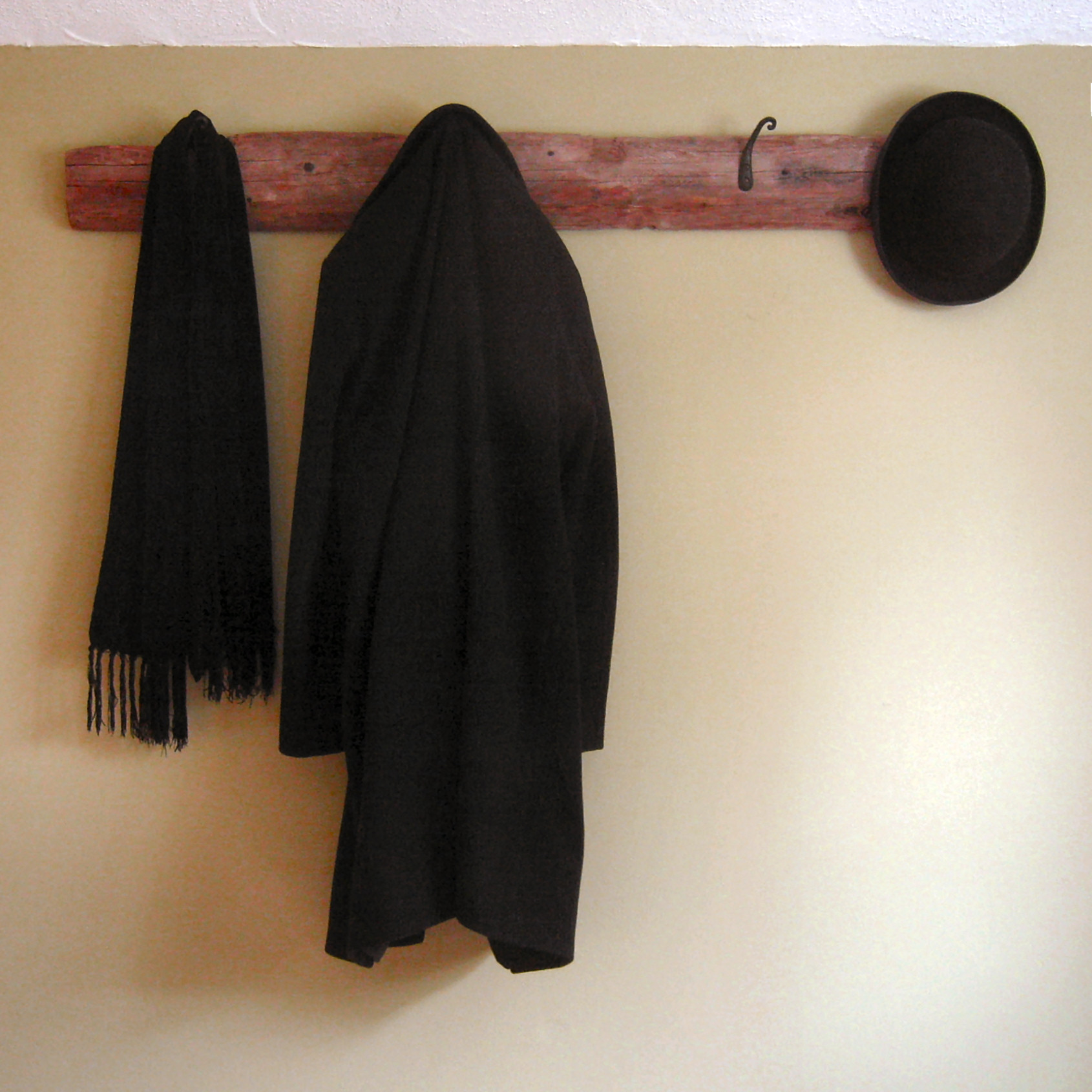
شماعة على الحائط معلق عليها معطف وقبعة ووشاح
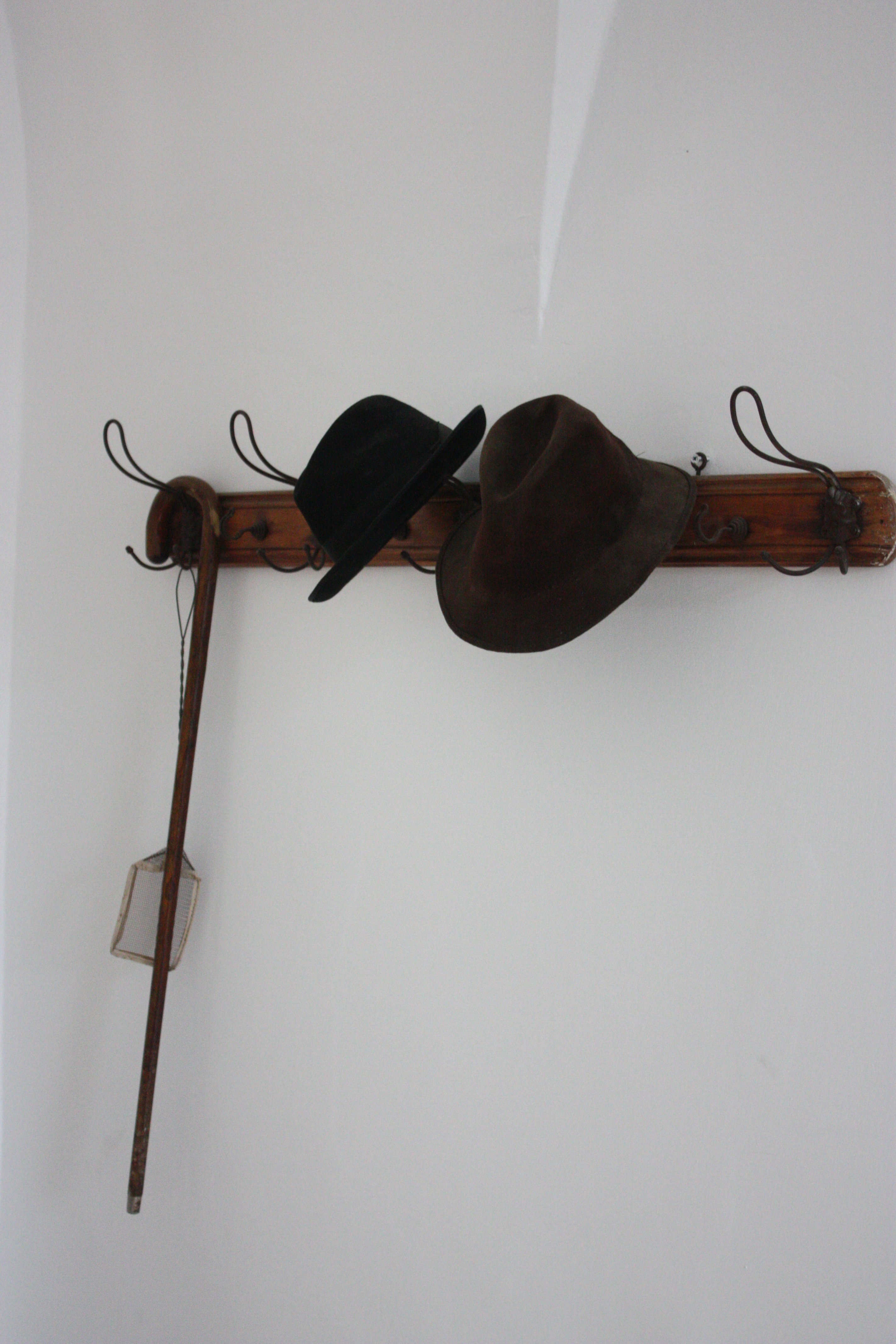
شمّاعة مستخدمة لتعليق القبعات.
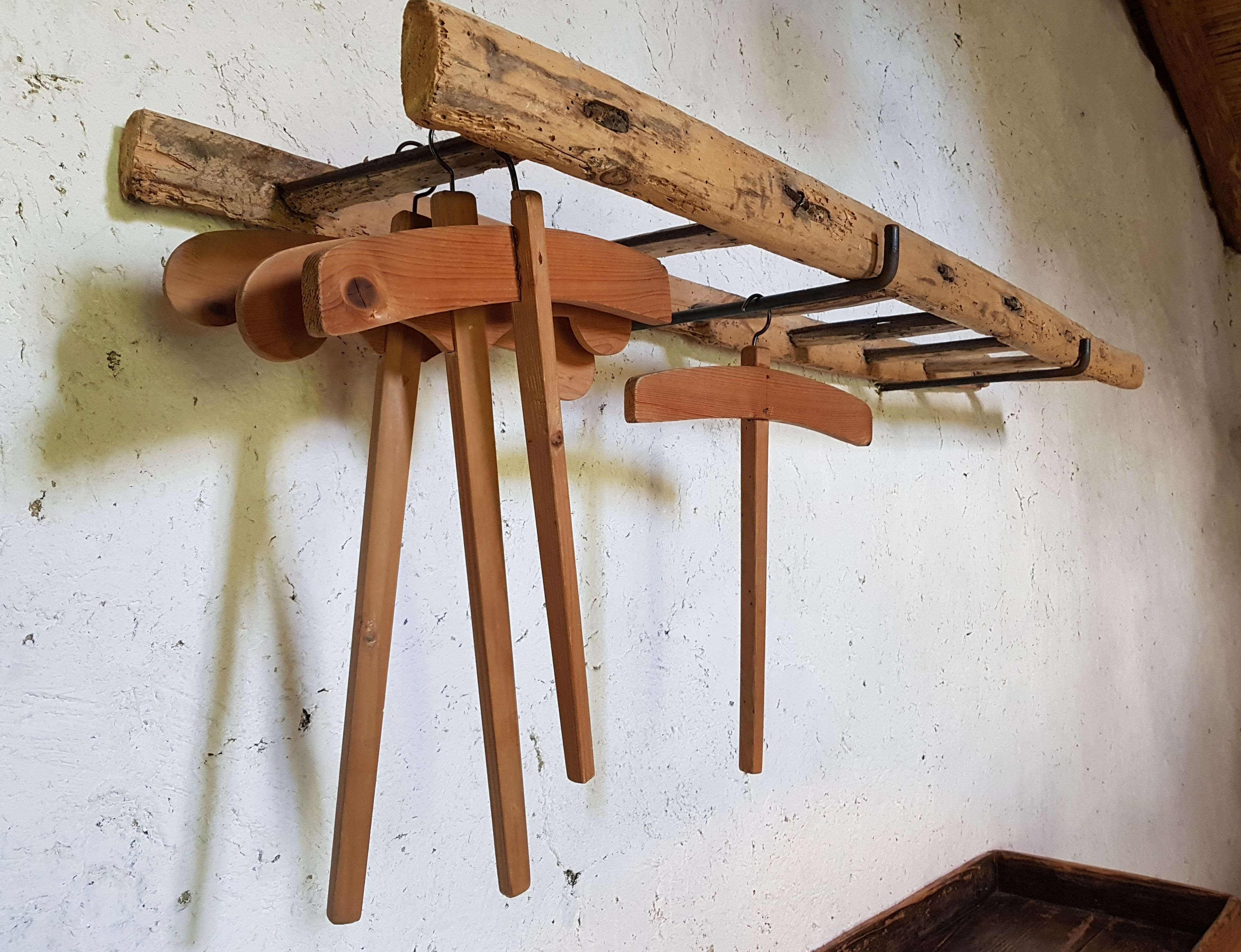
شمّاعة مبتكرة في سردينيا.